# کاپیتان اتم
کاپیتان اتم (به انگلیسی: Captain Atom) یک شخصیت خیالی ابرقهرمان در کتاب‌های کامیک آمریکایی منتشر شده توسط دی‌سی کامیکس است؛ و برای اولین بار، در شمارهٔ ۳۳ مجلهٔ کمیک‌های ماجراهای فضایی در مارس ۱۹۶۰ معرفی شد.